# Felix Gotthelf
Félix Gotthelf (Mönchengladbach, 3 d'octubre de 1857 - Dresden, 21 d'abril de 1930), fou un compositor alemany.
Estudià medicina i música a la vegada, el piano amb els mestres James Kwast i Julius Lange; teoria amb Gustav Jensen i Otto Tiersch; cant amb Paul Jensen i Karl Scheidemantel; i especialment composició sota Felix Draeseke al qual dedicà el 1894 el poema Ein Frühlingsfest op.7.
A més d'altres composicions, cal mencionar: el Mysterium Mahadeva (un drama simfònic en tres actes, 1909); un Quartet per a instruments d'arc; fantasia simfònica i molts cants amb orquestra, treballs de crítica i diversos llibres, entre ells Das Wesen der Musik (1893) i Indische Renaissance (1911).